# Еету Мемме
Еету Мемме (фін. Eetu Mömmö, нар. 4 травня 2002, Тампере, Фінляндія) — фінський футболіст, нападник італійського клубу «Лечче» та молодіжної збірної Фінляндії. На правах оренди грає в Ісландії за «Гапнарф'ярдар».

## Ігрова кар'єра

### Клубна
Еету Мемме є вихованцем клубу «Ільвес» зі свого рідного міста Тампере. Влітку 2020 року футболіст дебютував у першій команді у турнірі Вейккаусліга і в першому ж матчі відзначився гольовою передачею. Також у серпні 2020 року Мемме дебютував на міжнародному рівні, зігравши у кваліфікації Ліги Європи.
У серпні 2021 року Мемме перейшов до складу італійського «Лечче», де продовжив виступи у молодіжній команді.
2023 року на правах оренди перебрався до ісландського «Гапнарф'ярдара».

### Збірна
З 2021 року Еету Мемме є гравцем молодіжної збірної Фінляндії.